# Gute Nacht, Mary
Gute Nacht, Mary ist eine deutsche Literaturverfilmung von Helmut Weiss aus dem Jahr 1950. Sie beruht auf dem Theaterstück Is Your Honeymoon Really Necessary? von E. Vivian Tidmarsh und lief auch unter dem Titel Die gestörte Hochzeitsnacht in den Kinos. e-m-s-Filmpalast schrieb seinerzeit bei Erscheinen des Films: „In diesem amüsanten Boulevardlustspiel mit der bezaubernden Ilse Werner und Weltstar Curd Jürgens bleibt nichts dem Zufall überlassen. Mit einer kleinen List entwickelt sich eine romantische Liaison, die zwei Paaren endlich zur verdienten Glückseligkeit verhilft.“

## Handlung
Der Industrielle Lawrence Vinning ist erst wenige Wochen von seiner ersten Frau Yvonne geschieden, als er Mary heiratet. Auf eine Hochzeitsreise verzichten beide, befürchtet Mary doch, dass sie unterwegs eine der zahlreichen Liebschaften ihres Mannes treffen könnten. Stattdessen begeben sie sich auf Lawrences Landgut Rainbow-Hill, wo sich Mary für die Hochzeitsnacht umkleidet. Die Angestellten des Hauses haben zur neuen Ehe ihres Arbeitgebers unterschiedliche Meinungen: Stubenmädchen Betty mag die neue Missis Vinning, Köchin Ann ist der ersten Ehefrau treu ergeben und kocht zum Protest für die Angestellten prompt das Lieblingsessen der ersten Frau, während Vinnings Diener und Kriegskamerad Hammok beide Ehefrauen ablehnt.
Bevor Lawrence sich ins Schlafgemach begeben kann, erscheint unerwartet Besuch: Yvonne steht vor der Tür und eröffnet Lawrence, dass sie möglicherweise gar nicht geschieden sind, da ihre Anwälte von der Gültigkeit der Scheidungsurkunde, die Lawrence ihr postalisch zustellen ließ, nicht überzeugt seien: Lawrence hat die Scheidung nicht in England, sondern in Amerika eingereicht. Möglicherweise habe er mit seiner zweiten Ehe daher Bigamie begangen. Sie verlangt von ihm 3000 Pfund Abfindung, sonst werde sie das Haus nicht verlassen. Da Lawrence kaum Bargeld im Haus hat und die Banken an Wochenende geschlossen sind, wird Yvonne notgedrungen in ihr altes Zimmer einquartiert, das genau neben dem Schlafzimmer der Brautleute liegt. Lawrence zögert die Brautnacht so lange heraus, bis Mary eingeschlafen ist. Er selbst übernachtet auf einem Sessel.
Am nächsten Morgen erscheint Lawrences Anwalt Frank Betterton, den Lawrence in der Nacht angerufen hatte. Der eiserne Junggeselle Frank versucht vergeblich, Yvonne aus dem Haus zu schaffen. Am Ende sieht Mary beide und Lawrence stellt sie als Ehepaar Betterton vor. Mary lädt beide zu einem Ausflug ein, den sie eigentlich nur mit Lawrence geplant hatte. Tatsächlich spielt das vermeintliche Ehepaar seine Rolle gut und der Tag verläuft einträchtig, zumal sich Frank und Yvonne tatsächlich etwas näherkommen. Bei der erzwungenen Übernachtung der Gäste in einem Zimmer flieht Frank allerdings, nachdem er Yvonnes Verführungskünsten standgehalten hat. Er übernachtet auf dem Sofa, während Lawrence vor dem Bett seiner Frau schläft. Am nächsten Morgen wird zu viert gefrühstückt. Mary hatte Yvonne bereits vor zwei Tagen in ihrem Auto vorfahren sehen und war auch Frank bei seiner Anreise begegnet. Sie ahnt, dass Ms. Betterton in Wirklichkeit die erste Ms. Vinning ist und erhält von Tompson, dem Gärtner, eine Bestätigung. Beim Frühstück lästert Yvonne über ihren ersten Ehemann, während Mary über Lawrences erste Ehefrau herzieht. Beide Männer wiederum reagieren empört auf Aussagen, die sie betreffen oder die sie getroffen haben sollen. Mary beruhigt Lawrence, während Frank Yvonne seine Liebe gesteht. Die Ankunft von Franks Bürovorsteher Higgs unterbricht sie. Higgs hat von den Anwälten in Amerika erfahren, dass die Ehe zwischen Lawrence und Yvonne tatsächlich rechtskräftig geschieden ist. Nicht nur Lawrence freut sich darüber, sondern auch Frank, da nun einer Ehe zwischen ihm und Yvonne nichts mehr im Wege steht. Mary wiederum, die längst Freundschaft mit Yvonne und Frank geschlossen hat, zeigt nun offen, dass sie den Schwindel längst durchschaut hatte. Sie wünscht dem zukünftigen Ehepaar alles Gute. Als Frank und Yvonne gegangen sind, verspricht Lawrence Mary, in Zukunft nur noch Augen für eine Frau zu haben, und Mary erwidert, dass sie dafür schon sorgen werde.

## Produktion
Gute Nacht, Mary wurde unter dem Arbeitstitel Gute Nacht, Gloria im Atelier Sommervilla in Neu-Grünwald gedreht. Die Außenaufnahmen entstanden in der Umgebung von München, unter anderem an der Isar. Die Kostüme schuf Charlotte Flemming, das Szenenbild stammt von Fritz Lück und Hans Sohnle. Der Film erlebte am 28. September 1950 in den Stuttgarter Planie-Lichtspielen seine Filmpremiere. In Österreich war er erstmals am 21. November 1950 78 sehen, in Frankreich am 23. Januar 1953. In den Vereinigten Staaten wurde der Film 1954 veröffentlicht. Im August 2006 erschien der Film auf DVD, veröffentlicht von der Studio Rough Trade Distribution GmbH innerhalb der Reihe „Filmpalast – Kinohits von gestern“.
Ilse Werner und Curd Jürgens singen im Film die Lieder Diese Nacht ist die Nacht meiner Träume und Wir beide sind ein Ehepaar. Die Schlagertexte schrieb Hans Fritz Beckmann.

## Kritik
Für den film-dienst war Gute Nacht, Mary ein „Boulevardlustspiel, das nicht elegant und zügig genug inszeniert ist, um durchgehend zu amüsieren.“
Cinema nannte den Film „peplos“ und „ohne Schwung“.
Der Autor und Kritiker Falk Schwarz schrieb: „Der Herr im Smoking, mit der Blume im Knopfloch, der Partyvogel, der Lebemann, der Schwerenöter, Weiberheld und Liebhaber – hier darf er mit seinen 35 Jahren einen Ruf polieren: Curd Jürgens steht mal wieder zwischen zwei Frauen!“ Da im Regiestuhl „der bitterernste Helmuth Weiss“ gesessen habe, gestalte sich die Filmhandlung dementsprechend „unkomisch“. Zum Komiker fehle Jürgens „die Leichtigkeit“, er stehe „in diesen Zimmern herum, als würde er auf jemanden hoffen“, der ihm sage, „wie man Komödie“ spiele. Schwarz bemängelte auch die Kulisse, die englisch sein solle, aber sehr deutsch daherkomme. Auf der Strecke bleibe auch Paul Dahlke, ein wunderbarer Schauspieler, aus dem ein motivierter Regisseur viel herausholen könne, ebenso wie der bedauernswerte Hubert von Meyerinck, „der Zackzack deutscher Lustspiele“, dem man nicht nur an seiner Körperhaltung ansehe, wie sehr er mit sich ringen musste, Susanne von Almassy aufgrund der Filmhandlung küssen zu müssen. Almassy wiederum spiele ihre Rivalin Ilse Werner an die Wand, wodurch der Zuschauer fast geneigt sei, dem Bonvivant wieder zur ersten Ehe zu raten.